# 小林光二 (陸上選手)
小林 光二（こばやし こうじ、1989年1月16日 - ）は、栃木県那須塩原市（旧：西那須野町）出身の陸上競技選手・指導者。専門は長距離走･マラソン。那須拓陽高校、中央学院大学卒業。SUBARU陸上競技部所属。

## 人物
- 那須拓陽高校では3年時の第57回全国高校駅伝で3区区間7位（6人抜き）。
- 中央学院大学では箱根駅伝に4年連続出場を果たした。しかし4大会とも区間順位は二桁、3年次の第86回大会ではエース区間の2区を任されたが他大学のエースには力負けし、区間トップと5分以上の差をつけられての区間最下位。翌年の第87回大会でも再び2区を務めたが区間19位に終わる[1]。一方で全日本大学駅伝とは相性が良く、2年次の第40回大会では3区区間5位、3年次の第41回大会では最長区間の8区で区間3位（日本人2位）と好走している。
- SUBARUに入社後マラソンに取り組み始めると才能が開花。入社1年目の2012年2月、延岡西日本マラソンでマラソンデビューを果たすと、同年10月にはワールドマラソンメジャーズの1つに数えられるシカゴマラソンに出場。2時間10分40秒の記録で日本人最高の14位に入った[2]。翌2013年にはシカゴマラソンと並ぶワールドマラソンメジャーズの1つベルリンマラソンで8位入賞を果たす[3]。
- 2014年には仁川アジア大会のマラソン代表選考会でもある東京マラソン2014に出場。2時間08分51秒の自己ベスト・自身初のサブテンを達成し日本人2番手となる9位に入る。しかしアジア大会代表の座は2時間08分09秒で8位入賞を果たした松村康平（三菱日立パワーシステムズ長崎）と、前年の福岡国際マラソンで日本人トップになった川内優輝（埼玉県庁）に譲った。その後、日本陸連により組織されたナショナルマラソンチームに松村や川内とともに加入した[4]。
- 2014年10月には2年ぶりにシカゴマラソンに出場し、2年前と同じく日本人トップとなる10位に入った[5]。リオオリンピックの代表選考会となる2015年12月の福岡国際マラソンに招待選手として出場予定であったが、左足底部の痛みにより欠場した[6]。
- ニューイヤー駅伝には入社初年度から4年連続出場。2013年の第57回大会ではエース区間の4区を担当し区間5位（1時間04分08秒）の快走。有力チームのエース達に引けを取らない走りで順位を10位から入賞圏内の6位に押し上げた。小林の快走もありSUBARUは6位でゴールし、チーム創部以来初のニューイヤー駅伝入賞を果たした[7]。
- その後は怪我が相次ぎ、2019年3月をもってプレイングコーチに就任。2020年2月の第69回別府大分毎日マラソンでは自身6年ぶりのサブテンとなる2時間09分55秒で10位に入った。2021年2月のびわ湖毎日マラソンをもって現役を引退し、コーチ兼マネージャーに就任。
- 2021年4月より、東京パラリンピック日本代表に内定している唐澤剣也のガイドランナーを務める[8]。5月16日の東日本実業団選手権では男子5000m視覚障害T11クラスの世界記録更新（15分09秒94）をアシストし[9]、東京パラリンピックにも引き続きガイドランナーとして出場[10]。男子5000m視覚障害T11クラスでの唐澤の銀メダル獲得をアシストした[11]。

## 記録

### 自己ベスト[12]
- 5000m：14分04秒56（2012年 ホクレンディスタンスチャレンジ）
- 10000m：29分12秒69（2010年 日本体育大学長距離記録会）
- ハーフマラソン：1時間03分02秒（2009年 日本学生ハーフマラソン）
- フルマラソン：2時間08分51秒（2014年 東京マラソン2014）

### マラソン歴
- 2012年 第50回延岡西日本マラソン：2時間12分52秒（4位）
- 2012年 第35回シカゴマラソン：2時間10分40秒（14位/日本人1位）
- 2013年 第68回びわ湖毎日マラソン：2時間14分11秒（20位）
- 2013年 第40回ベルリンマラソン：2時間11分31秒（8位）
- 2014年 第8回東京マラソン2014：2時間08分51秒（9位/日本人2位）
- 2014年 第37回シカゴマラソン：2時間11分43秒（10位/日本人1位）
- 2019年 第74回びわ湖毎日マラソン：2時間18分40秒（45位）
- 2020年 第69回別府大分毎日マラソン：2時間09分55秒（10位/日本人6位）
- 2021年 第76回びわ湖毎日マラソン：2時間17分19秒（130位）